# René Berthod
René Berthod (Château-d'Œx, 7 febbraio 1948) è un ex sciatore alpino svizzero.

## Biografia
René Berthod proviene da una famiglia di grandi tradizioni nello sci alpino: il fratello Martin fu un elemento di spicco della nazionale svizzera negli anni 1970 e in seguito sono diventati sciatori alpini di alto livello anche i nipoti Marc e Pascale.
In carriera si dedicò esclusivamente alle gare di discesa libera: in Coppa del Mondo ottenne il primo risultato di rilievo il 16 gennaio 1971 sulle nevi di casa di Sankt Moritz, dove concluse 8º, e il 15 marzo 1972 conquistò il primo podio, sulla Saslong della Val Gardena, piazzandosi 2º dietro al compagno di squadra Bernhard Russi. Venne convocato per i XII Giochi olimpici invernali di Innsbruck 1976, sua unica presenza olimpica, classificandosi al 12º posto. Il 15 gennaio 1977 salì per l'ultima volta sul podio in Coppa del Mondo con il 2º posto ottenuto sul tracciato della Streif di Kitzbühel, alle spalle del fuoriclasse austriaco Franz Klammer; il 23 marzo successivo il 9º posto di Heavenly Valley in Coppa del Mondo fu l'ultimo piazzamento della sua attività agonistica.

## Palmarès

### Coppa del Mondo
- Miglior piazzamento in classifica generale: 12º nel 1975
- 5 podi (tutti in discesa libera)
  - 4 secondi posti
  - 1 terzo posto

### Campionati svizzeri
- 1 oro (discesa libera nel 1974)[senza fonte]